# Le Puy-en-Velay
Le Puy-en-Velay je město ve Francii. Leží v regionu Auvergne-Rhône-Alpes, je hlavním městem départementu Haute-Loire. Má 19 976 obyvatel (rok 2008), protéká jím řeky Borne a Loira. Jméno města Le Puy en Velay znamená vztyčeno v údolí a za tento název vděčí několika vyhaslým sopouchům, kolem kterých je postaveno. Le Puy-en Velay je významným historickým poutním centrem a důležitým zastavením na jedné z tras Svatojakubské poutní cesty na území Francie, které jsou od roku 1998 zapsány na seznam Světového dědictví UNESCO.
Město je známé svým středověkým festivalem Roi de l'Oiseau konaným každý rok v polovině září.

## Vývoj počtu obyvatel
Počet obyvatel

## Osobnosti
- Marion Bartoliová (* 1984), tenistka

K městu se váže upomínka na J. Vallèse. Roku 1890 zde zemřel malíř Albert Dubois-Pilet (* 1845).

## Partnerská města
- Brugherio, Itálie
- Mangualde, Portugalsko
- Meschede, Německo
- Tonbridge, Spojené království
- Tortosa, Španělsko